# شاغلان (دودانغة)
شاغلان (بالفارسية: شغالان) هي منطقة سكنية تقع في إيران في قسم دودانغة الریفي. يقدر عدد سكانها بـ 65 نسمة.